# Livin’ on a Prayer (песня)
«Livin’ on a Prayer» («Живём молитвами») — песня американской рок-группы Bon Jovi c альбома 1986 года Slippery When Wet. В конце октября вышла как второй сингл с этого альбома и стала второй песней группы, возглавившей американскую горячую сотню.

## История
К моменту работы над этой песней группа Bon Jovi уже издала два альбома и в 1984 году даже добиралась до 39 места в США с песней «Runaway», но за пределами своего родного Нью-Джерси (где они были большими звёздами) была малоизвестна.
К написанию песен для нового альбома Дерек Шулман с Polygram Records (лейбла, с которым они подписали контракт), привлёк Дезмонда Чайлда — поскольку Шулман считал, что ключом к успеху группы будут мощные припевы, а Дезмонд Чайлд был по ним мастером.
В самый первый день, как Чайлд, Джон Бон Джови и Ричи Самбора сели вместе писать песни, ими был написан будущий хит номер 1 в США «You Give Love a Bad Name». «Livin’ on a Prayer» последовал через несколько недель. Дезмонд Чайлд в интервью вспоминал: «Это было магическое сотрудничество, искорка между нами пробежала сразу же».

## Текст песни и композиция
Сайт Songfacts так описывает эту песню: «Песня рассказывает историю Томми и Джины, молодых парня и девушки которые стараются устроить свою совместную жизнь несмотря на постоянные лишения и испытания. Песня понравилась американской молодёжи, особенно тем, кто из Нью-Джерси. Поклонники группы из рабочего класса, для которых группа и играла, ассоциировали себя с персонажами песни. Томми работает в порту, а Джина в закусочной.»

## Релиз и приём публики
«Livin’ on a Prayer» был вторым синглом с альбома Slippery When Wet. С первым синглом с этого альбома группа — «You Give Love a Bad Name» — группа уже впервые в своей истории поднялась на 1 место в США (в чарте Billboard Hot 100). «Livin’ on a Prayer» повторил этот успех, стал вторым хитом номер 1 в США в истории группы Bon Jovi.